# Поступ (інтернет-газета)
«Поступ» — щоденна львівська інтернет-газета. З грудня 1997 до червня 2006 виходила також у паперовому форматі.
Зареєстрована 22 жовтня 1997 року, перші числа вийшли у грудні того ж року.
Головними редакторами були: Андрій Квятковський, Тарас Смакула, Орест Друль, Андрій Білоус, Тетяна Нагорна та ін.
Сайт «Поступу» виник як електронна версія газети за участю Суспільно-гуманітарного консорціуму «Генеза». 2006 року, коли газету було розформовано, «Поступ» перетворився на незалежне інтернет-видання (керівник проєкту — Любомир Скочиляс).